# RT d'Andròmeda
RT d'Andròmeda (RT Andromedae) és una estrella variable a la constel·lació d'Andròmeda. S'estima que el sistema s'hi troba a 322 anys llum (98,7 parsecs) de distància.
RT d'Andròmeda es classifica com a variable RS Canum Venaticorum, un tipus d'estrella binària eclipsant propera. Varia des d'una magnitud visual aparent de 9,83 amb una brillantor mínima fins a una magnitud de 8,97 amb una brillantor màxima, amb un període de 0,6289216 dies. El sistema consisteix en una estrella de seqüència principal de tipus G una mica més massiva que el Sol i una estrella de seqüència principal de tipus K una mica menys massiva; la corba de llum d'aquest sistema binari eclipsant presenta variacions seculars de període i mínims.

## Presència d'un tercer cos
Segons Pribulla et al. (2000), els canvis de variabilitat es podrien atribuir a un tercer objecte del sistema, fins i tot a un possible quart. S'estima que la seva massa mínima és del 5% de la massa del Sol (aproximadament 50 vegades la massa de Júpiter), amb un període orbital proper als 75 anys i una excentricitat que hom creu que és bastant alta (a 0,56). Un objecte d'aquest tipus podria resultar ser una nana marró o fins i tot un planeta jovià massiu. No obstant això, un document recent de Manzoori (2009) va observar que hi ha una tendència decreixent en el període orbital, de manera que la frenada magnètica podria explicar millor l'evolució d'aquest sistema orbital.